# 미스트롯3
《미스트롯3 : 세상을 꺾고 뒤집어라》는 2023년 12월 21일부터 2024년 3월 7일까지 TV조선에서 방송 되었다.

## 방송 일정
| 방송 채널 | 방송 기간                         | 방송 시간                             | 비고   |
| --------- | --------------------------------- | ------------------------------------- | ------ |
| TV 조선   | 2023년 12월 21일 ~ 2024년 3월 7일 | 매주 목요일 밤 10시 ~ 금요일 새벽 1시 | 본방송 |

## 참가자
| 부문     | 이름        | 1R        | 2R        | 3R        | 4R        | 5R        | 준결승          | 결승    | 비고                                      |
| -------- | ----------- | --------- | --------- | --------- | --------- | --------- | --------------- | ------- | ----------------------------------------- |
| 대학부   | 권연서      | 탈락      |           |           |           |           |                 |         |                                           |
| 대학부   | 나영        | 합격      | 합격 (善) | 추가 합격 | 추가 합격 | 합격 (眞) | 합격 (善)       | 5위     | 플러스T, 편애중계 10대 트로트 대전 참가자 |
| 대학부   | 엄유정      | 합격      | 탈락      |           |           |           |                 |         |                                           |
| 대학부   | 윤서령      | 추가 합격 | 추가 합격 | 합격 (善) | 추가 합격 | 합격      | 탈락(최종 10위) |         |                                           |
| 대학부   | 윤소양      | 탈락      |           |           |           |           |                 |         |                                           |
| 대학부   | 정슬        | 합격      | 추가 합격 | 합격      | 합격      | 합격      | 합격            | 7위     |                                           |
| 대학부   | 천건예      | 탈락      |           |           |           |           |                 |         |                                           |
| 대학부   | 최예지      | 합격      | 탈락      |           |           |           |                 |         |                                           |
| 상경부   | 강지수      | 탈락      |           |           |           |           |                 |         |                                           |
| 상경부   | 김소연 B    | 합격      | 탈락      |           |           |           |                 |         | 트롯 전국처전 참가자                      |
| 상경부   | 김청아      | 탈락      |           |           |           |           |                 |         |                                           |
| 상경부   | 라라 베니또 | 탈락      |           |           |           |           |                 |         | 트로트의 민족, 탑골 랩소디 참가자         |
| 상경부   | 리나        | 합격      | 중도하차  |           |           |           |                 |         |                                           |
| 상경부   | 송자영      | 합격      | 합격      | 탈락      |           |           |                 |         |                                           |
| 상경부   | 최향        | 합격      | 추가 합격 | 탈락      |           |           |                 |         | 트롯 전국체전 최종 7위                    |
| 상경부   | 타니 아사코 | 탈락      |           |           |           |           |                 |         |                                           |
| 새싹부   | 길건        | 탈락      |           |           |           |           |                 |         |                                           |
| 새싹부   | 김보민      | 탈락      |           |           |           |           |                 |         |                                           |
| 새싹부   | 김수        | 탈락      |           |           |           |           |                 |         |                                           |
| 새싹부   | 김예은      | 합격      | 탈락      |           |           |           |                 |         | 김연우의 조카딸                           |
| 새싹부   | 복지은      | 합격 (善) | 합격      | 합격 (淑) | 추가 합격 | 탈락      |                 |         | 팝 소프라노                               |
| 새싹부   | 수빙수      | 추가 합격 | 추가 합격 | 합격      | 탈락      |           |                 |         |                                           |
| 새싹부   | 신수지      | 합격      | 탈락      |           |           |           |                 |         | 보이스트롯 참가자                         |
| 새싹부   | 양서윤      | 합격      | 합격      | 합격 (貞) | 탈락      |           |                 |         |                                           |
| 새싹부   | 이시현      | 탈락      |           |           |           |           |                 |         |                                           |
| 새싹부   | 이신주      | 합격      | 탈락      |           |           |           |                 |         |                                           |
| 여신부   | 고유선      | 탈락      |           |           |           |           |                 |         | 前 칠학년일반 멤버                        |
| 여신부   | 김민선      | 합격      | 탈락      |           |           |           |                 |         |                                           |
| 여신부   | 노수영      | 탈락      |           |           |           |           |                 |         |                                           |
| 여신부   | 안젤리나    | 탈락      |           |           |           |           |                 |         |                                           |
| 여신부   | 양송희      | 합격      | 탈락      |           |           |           |                 |         |                                           |
| 여신부   | 염유리      | 합격      | 합격      | 합격      | 추가 합격 | 탈락      |                 |         |                                           |
| 여신부   | 오승하      | 합격      | 탈락      |           |           |           |                 |         | 트로트의 민족 참가자                      |
| 여신부   | 유수정      | 탈락      |           |           |           |           |                 |         |                                           |
| 여신부   | 이하정      | 탈락      |           |           |           |           |                 |         |                                           |
| 여신부   | 정서주      | 합격 (美) | 합격 (美) | 합격 (眞) | 합격 (眞) | 합격 (善) | 합격 (眞)       | 眞(1위) |                                           |
| 여신부   | 조수빈      | 합격      | 탈락      |           |           |           |                 |         | 2023 미스코리아 美                        |
| 여신부   | 화연        | 합격      | 합격      | 추가 합격 | 탈락      |           |                 |         |                                           |
| 영재부   | 구민서      | 추가 합격 | 탈락      |           |           |           |                 |         |                                           |
| 영재부   | 김벼리      | 탈락      |           |           |           |           |                 |         |                                           |
| 영재부   | 방서희      | 합격      | 추가 합격 | 합격      | 탈락      |           |                 |         | 보이스트롯 참가자                         |
| 영재부   | 메이다니    | 탈락      |           |           |           |           |                 |         |                                           |
| 영재부   | 이수연      | 합격      | 탈락      |           |           |           |                 |         |                                           |
| 영재부   | 한수정      | 합격      | 합격      | 탈락      |           |           |                 |         |                                           |
| 직장부   | 강하영      | 탈락      |           |           |           |           |                 |         |                                           |
| 직장부   | 김정은      | 합격      | 탈락      |           |           |           |                 |         |                                           |
| 직장부   | 명재이      | 탈락      |           |           |           |           |                 |         |                                           |
| 직장부   | 미스김      | 합격      | 합격      | 추가 합격 | 추가 합격 | 합격      | 합격            | 4위     |                                           |
| 직장부   | 민정윤      | 추가 합격 | 탈락      |           |           |           |                 |         |                                           |
| 직장부   | 박지윤      | 탈락      |           |           |           |           |                 |         |                                           |
| 직장부   | 지나유      | 합격      | 합격      | 탈락      |           |           |                 |         |                                           |
| 직장부   | 한소민      | 합격      | 탈락      |           |           |           |                 |         |                                           |
| 챔피언부 | 고아인      | 합격      | 합격      | 탈락      |           |           |                 |         |                                           |
| 챔피언부 | 김나율      | 합격      | 합격      | 합격      | 추가 합격 | 탈락      |                 |         |                                           |
| 챔피언부 | 김소연 A    | 합격      | 합격      | 추가 합격 | 합격      | 합격      | 합격            | 6위     | 트로트의 민족 최종 2위                    |
| 챔피언부 | 노규리      | 탈락      |           |           |           |           |                 |         |                                           |
| 챔피언부 | 빈예서      | 합격      | 합격      | 합격      | 추가 합격 | 합격      | 탈락(최종 8위)  |         |                                           |
| 챔피언부 | 오유진      | 합격      | 합격 (眞) | 합격 (美) | 추가 합격 | 합격      | 합격            | 美(3위) |                                           |
| 챔피언부 | 진혜연      | 합격      | 합격      | 탈락      |           |           |                 |         |                                           |
| 챔피언부 | 채수현      | 합격      | 합격      | 탈락      |           |           |                 |         |                                           |
| 현역부   | 곽지은      | 합격      | 합격      | 합격      | 추가 합격 | 합격      | 탈락(최종 9위)  |         |                                           |
| 현역부   | 권민정      | 탈락      |           |           |           |           |                 |         |                                           |
| 현역부   | 박민주      | 탈락      |           |           |           |           |                 |         | 내일은 미스트롯1, 트로트의 민족 참가자    |
| 현역부   | 배아현      | 합격 (眞) | 합격      | 추가 합격 | 합격      | 합격 (善) | 합격 (美)       | 善(2위) |                                           |
| 현역부   | 슬기        | 합격      | 합격      | 탈락      |           |           |                 |         |                                           |
| 현역부   | 유수현      | 합격      | 합격      | 합격      | 탈락      |           |                 |         |                                           |
| 현역부   | 이예은      | 탈락      |           |           |           |           |                 |         |                                           |
| 현역부   | 이하린      | 합격      | 합격      | 합격      | 탈락      |           |                 |         |                                           |
| 현역부   | 채윤        | 탈락      |           |           |           |           |                 |         | 내일은 미스트롯1 참가자                   |
| 현역부   | 천가연      | 합격      | 합격      | 합격      | 추가 합격 | 탈락      |                 |         |                                           |
| 현역부   | 풍금        | 합격      | 합격      | 탈락      |           |           |                 |         |                                           |
| 현역부   | 한여름      | 합격      | 합격      | 탈락      |           |           |                 |         |                                           |

## 진행자
- 김성주

## 심사위원

### 현재 심사위원
- 김연우
- 박칼린 (1라운드 ~ 3라운드, 5라운드)[1]
- 이진호 (1라운드 ~ 2라운드)[2]
- 츠키 (빌리 멤버)
- 황보라 (1라운드 ~ 2라운드)[3]
- 은혁 (슈퍼주니어 멤버)
- 장윤정
- 붐
- 장민호
- 진성
- 김연자
- 알고보니 혼수상태
- 이은지 (2라운드 ~ )
- 현영 (3라운드 ~ )
- 안성훈, 박지현 (1라운드 ~ )

### 객원 심사위원
- 진해성 (2라운드)[4]
- 이찬원 (3라운드)
- 주영훈[5], 양지은 (4라운드)
- 주영훈[6] (5라운드)
- 양지은 (준결승전)

## 순위
- 같은 라운드에서 탈락한 참가자들의 경우 탈락한 라운드에서의 성적이 우수한 순서대로 기록

| 순위  | 이름                           | 예명                     | 소속사                                                            | 소속그룹                                                          |
| ----- | ------------------------------ | ------------------------ | ----------------------------------------------------------------- | ----------------------------------------------------------------- |
| 1위   | 정서주                         |                          | 워너뮤직코리아                                                    |                                                                   |
| 2위   | 배아현                         |                          | 냠냠                                                              |                                                                   |
| 3위   | 오유진                         |                          | 토탈셋, 前포켓돌스튜디오                                          |                                                                   |
| 4위   | 김채린                         | 미스김                   |                                                                   |                                                                   |
| 5위   | 김나영                         | 나영                     | 더우리                                                            | 플러스T                                                           |
| 6위   | 김소연A                        |                          | 초이크리에이티브랩                                                |                                                                   |
| 7위   | 정윤지                         | 정슬                     | 에이치앤                                                          |                                                                   |
| 8위   | 빈예서                         |                          |                                                                   |                                                                   |
| 9위   | 곽지은                         | 前연분홍                 | 비롤미디어웍스                                                    |                                                                   |
| 10위  | 윤서령                         |                          | 제이지스타                                                        | 두자매                                                            |
| 11위  | 염유리                         |                          | 오네스타컴퍼니                                                    |                                                                   |
| 12위  | 김나율                         |                          |                                                                   |                                                                   |
| 13위  | 복지은                         |                          |                                                                   |                                                                   |
| 14위  | 천가연                         | 前가연                   | 前배드보스                                                        | 소울 하모니, 前클럽소울                                           |
| Top20 | 유수현                         | 前수현, 前수아           | CMG초록별, 前브로스, 前플레이뮤직, 前에이타운, 前하이스타, 前누리 | 미니마니, 前딜라잇, 前메이퀸, 前플래쉬, 前왈와리                  |
| Top20 | 이하린                         | 前하린                   |                                                                   | 별님이                                                            |
| Top20 | 김승현                         | 화연, 前예나, 前수현     | 포고, 前마루, 前바인                                              | 前원피스, 前샤플라                                                |
| Top20 | 방서희                         |                          |                                                                   |                                                                   |
| Top20 | 조수빈                         | 수빙수                   | 이하여, 前샌드박스                                                |                                                                   |
| Top20 | 양서윤                         | 前서윤                   | 팜트리아일랜드, 前OD                                              | 前핑크레이디                                                      |
| Top30 | 송자영                         |                          |                                                                   |                                                                   |
| Top30 | 김슬기                         | 슬기, 前지호, 前미바     | 화, 前프로페셔널                                                  | 오로라, 前모아                                                    |
| Top30 | 유지나                         | 지나유, 前지나           | 홀릭, 前ZOO                                                       | FC트롯퀸즈, 前배드키즈                                            |
| Top30 | 고아인                         |                          |                                                                   |                                                                   |
| Top30 | 진혜언                         |                          | 에이치앤                                                          |                                                                   |
| Top30 | 채수현                         |                          |                                                                   |                                                                   |
| Top30 | 김분금                         | 풍금                     | 알로말로휴메인, 前토탈셋                                          |                                                                   |
| Top30 | 한수정                         |                          |                                                                   |                                                                   |
| Top30 | 한소리                         | 한여름                   |                                                                   |                                                                   |
| Top30 | 박지희                         | 최향                     | 장군                                                              |                                                                   |
| Top45 | 엄유정                         |                          |                                                                   | 서일도와아이들                                                    |
| Top45 | 최예지                         |                          |                                                                   |                                                                   |
| Top45 | 김예은                         |                          |                                                                   |                                                                   |
| Top45 | 신수지                         |                          | 재믹스씨앤비                                                      |                                                                   |
| Top45 | 이신주                         | 前신주                   | 前SK                                                              | HWAITING, 어피치, 난달, 풀피리독도수호대, 前쿠키돌스, 前MBC무용단 |
| Top45 | 김소연B                        |                          |                                                                   |                                                                   |
| Top45 | 구민서                         |                          |                                                                   |                                                                   |
| Top45 | 이수연                         |                          | 토탈셋                                                            |                                                                   |
| Top45 | 김민선                         |                          |                                                                   |                                                                   |
| Top45 | 양송희                         |                          | 카울                                                              |                                                                   |
| Top45 | 오승하                         | 前오유미                 | 월드아트팩토리                                                    | 소름                                                              |
| Top45 | 조수빈                         |                          | 글로벌이앤비                                                      |                                                                   |
| Top45 | 김정은                         |                          |                                                                   |                                                                   |
| Top45 | 민정윤                         |                          |                                                                   |                                                                   |
| Top45 | 박소민                         | 한소민                   | KMB                                                               |                                                                   |
| Top46 | 리나                           |                          |                                                                   |                                                                   |
| Top72 | 이시현                         |                          |                                                                   |                                                                   |
| Top72 | 이슬                           | 채윤, 前이나영, 前이채윤 | JJ, 前위닝인사이트                                                | 영텐                                                              |
| Top72 | 김수                           |                          | 마틴                                                              |                                                                   |
| Top72 | 고유선                         | 前고은실                 | 前다른별                                                          | 前칠학년일반                                                      |
| Top72 | 길건이                         | 길건                     | Veraicon                                                          | 前나나스쿨                                                        |
| Top72 | 김보민                         | 쓰복만                   | 샌드박스                                                          | EBS 성우극회                                                      |
| Top72 | 노규리                         |                          |                                                                   |                                                                   |
| Top72 | 유수정                         |                          | 프레인TPC                                                         |                                                                   |
| Top72 | 라라 베니또                    |                          | 인피네바, 한국다문화청소년협회                                    |                                                                   |
| Top72 | 권연서                         |                          |                                                                   |                                                                   |
| Top72 | 윤소양                         |                          |                                                                   |                                                                   |
| Top72 | 천건예                         | 前건예                   | 前케이센트                                                        | 前하트                                                            |
| Top72 | 노수영                         |                          |                                                                   |                                                                   |
| Top72 | 안겔리나 세르게예브나 다닐로바 | 안젤리나 다닐로바        | 더프리즘, 前팔렛                                                  |                                                                   |
| Top72 | 이하정                         |                          | 前애프터문                                                        | 前위걸스                                                          |
| Top72 | 김메이다니                     | 메이다니                 | 前웹스타, 前내가네트워크, 前YG, 前JYP                             |                                                                   |
| Top72 | 김벼리                         |                          |                                                                   |                                                                   |
| Top72 | 권민정                         | 민정                     | 티에스엠, 前화                                                    | 오로라, 플러스T                                                   |
| Top72 | 박민주                         |                          | 광령                                                              | 영텐, 前국립부산국악원성악단                                      |
| Top72 | 이예은                         | 홍단, 前해주, 前신디     | 前가온                                                            | 前텐텐, 前메이퀸                                                  |
| Top72 | 강지수                         |                          |                                                                   |                                                                   |
| Top72 | 김경원                         | 김청아                   | 지구                                                              |                                                                   |
| Top72 | 타니 아사코                    |                          | 알앤디, 前스페이스크래프트                                        |                                                                   |
| Top72 | 강하영                         | 미스기관사               | 코레일                                                            |                                                                   |
| Top72 | 명재이                         | 재이, 前스캣, 前명정아   | 前설준오피닉스                                                    | 엘리자베스                                                        |
| Top72 | 박지윤                         |                          |                                                                   |                                                                   |

## 우승 혜택
- 우승 상금 : 3억원
- 동진제약 호관원 프리미엄 건강기능식품 (홈쇼핑가격:27만원)
- LG전자 프라엘 시그니처 패키지 (가격:185만원)
- 시몬스 아를라 뷰티레스트 자스민 침대 (가격:520만원)

## 에피소드 목록

### 1라운드

#### 챔피언부
1차전
- 채수현: 추억의 소야곡 (ALL하트) ○
- 김나율: 흥아리랑 (ALL하트) ○

2차전
- 고아인: 도찐개찐 (ALL하트) ○
- 빈예서: 모정 (ALL하트) ○

3차전
- 오유진: 돌팔매 (ALL하트) ○
- 김소연: 해바라기꽃 (ALL하트) ○

4차전
- 노규리: 엄마 아리랑 (10하트) ●
- 진혜언: 시절 인연 (ALL하트) ○

#### 새싹부
1차전
- 김수: 저어라 (11하트) ●
- 복지은: 배 띄워라 (ALL하트) ○

2차전
- 김예은: 당신의 눈물 (12하트, 7표) ○
- 수빙수: 자갈치 아지매 (12하트 6표) ●→○

3차전
- 이시현: 안올거면서 (12하트) ●
- 신수지: 백만송이 장미 (ALL하트) ○

4차전
- 양서윤: 나의 나으리 (11하트) ○
- 김보민: 열아홉 순정 (10하트) ●

5차전
- 길건: 느낌아니까 (10하트) ●
- 이신주: 빠빠 (?하트) ○

#### 대학부
1차전
- 윤서령: 사랑님 (11하트) ●→○
- 나영: 간대요 글쎄 (ALL하트) ○

2차전
- 정슬: 꽃길 (11하트) ○
- 천건예: 해운대 밤바다 (10하트) ●

#### 여신부
1차전
- 조수빈: 사랑의 포로 (10하트) ○
- 유수정: 우지마라 (8하트) ●

2차전
- 염유리: 사랑의 여왕 (ALL하트) ○
- 안젤리나: 비공개 (?하트) ●

3차전
- 양송희: 티키타카 (12하트) ○

4차전
- 정서주: 동백아가씨 (ALL하트) ○

5차전
- 화연: 삼천포 아가씨 (ALL하트) ○
- 오승하: 사랑이 왔어요 (ALL하트) ○

6차전
- 고유선: 삼다도 소식 (10하트) ●
- 김민선: 시집갑니다 (12하트) ○

#### 영재부
1차전
- 한수정: 사랑아 (ALL하트) ○
- 구민서: 거문고야 (12하트) ●→○

2차전
- 이수연: 울 아버지 (ALL하트) ○

3차전
- 방서희: 대동강 편지 (ALL하트) ○

#### 현역부
1차전
- 풍금: 어차피 떠난 사람 (ALL하트) ○
- 천가연: 정든 님 (ALL하트) ○

2차전
- 배아현: 조약돌 사랑 (ALL하트) ○
- 채윤: 반지 (12하트) ●

3차전
- 이하린: 사랑의 트위스트 (ALL하트) ○

#### 상경부
1차전
- 리나: 칠갑산 (11하트) ○
- 라라 베니또: 이불 (6하트) ●

2차전
- 송자영: 송인 (ALL하트) ○

3차전
- 김소연: 아버지의 강 (11하트) ○
- 타니 아사코: 비공개 (?하트) ●

#### 직장부
1차전
- 미스김: 님이라 부르리까 (ALL하트) ○
- 민정윤: 영동 부르스 (12하트) ●→○

○ 합격 및 생존 46명, ● 탈락 26명

### 2라운드
챔피언부
- 국악트롯 / 풍악을 울려라 (ALL하트)
  - 개별 결과: 고아인 · 김나율 · 김소연 · 빈예서 · 오유진 · 진혜언 · 채수현 ○

현역부 A
- 댄스트롯 / 아! 사루비아 (ALL하트)
  - 개별 결과: 배아현 · 슬기 · 이하린 · 풍금 ○

상경부
- 세미트롯 / 남자들은 날 가만 안놔둬 (10하트)
  - 개별 결과: 김소연 ●, 송자영 ○, 최향 ●→○

대학부
- 댄스트롯 / 오세요 (12하트)
  - 개별 결과: 나영 ○, 엄수정 ●, 윤서령 · 정슬 ●→○, 최예지 ●

영재부
- 정통트롯 / 천방지축 (10하트)
  - 개별 결과: 구민서 ●, 방서희 ●→○, 이수연 ●, 한수정 ○

직장부
- 댄스트롯 / 평생직장 (9하트)
  - 개별 결과: 김정은 ●, 미스김 ○, 민정윤 ●, 지나유 ○, 한소민 ●

여신부
- 라틴트롯 / 심바의 매력 (10하트)
  - 개별 결과: 김민선 ·양송희 ●, 염유리 ○, 오승하 ●, 정서주 · 화연 ○, 조수빈 ●

현역부 B
- 라틴트롯 / 남남북녀 (ALL하트)
  - 개별 결과: 곽지은 · 유수현 · 천가연 · 한여름 ○

새싹부
- 7080트롯 / 사랑은 차가운 유혹 (11하트)
  - 개별 결과 : 김예은 ●, 복지은 ○, 수빙수 ●→○, 신수지 ●, 양서윤 ○, 이신주 ●

○ 합격 및 생존 30명, ● 탈락 15명

### 3라운드
1차전
- 빈예서: 도련님 (7표) 勝 ○
- 지나유: 이 사람을 지켜주세요 (6표) 敗 ●

2차전
- 김소연: 이대로 돌이 되어 (2표) 敗 ●→○
- 염유리: 신 사랑고개 (11표) 勝 ○

3차전
- 방서희: 엄마꽃 (9표) 勝 ○
- 한수정: 장녹수 (4표) 敗 ●

4차전
- 미스김: 미스고 (6표) 敗 ●→○
- 윤서령: 하늬바람 (7표) 勝 ○

5차전
- 정서주: 비내리는 영동교 (9표) 勝 ○
- 나영: 가슴 아프게 (4표) 敗 ●→○

6차전
- 진혜언: 약손 (4표) 敗 ●
- 복지은: 내 이름 아시죠 (9표) 勝 ○

7차전
- 송자영: 서울의 달 (6표) 敗 ●
- 유수현: 조선의 남자 (7표) 勝 ○

8차전
- 이하린: 사랑의 거리 (7표) 勝 ○
- 슬기: 너였어 (6표) 敗 ●

9차전
- 정슬: 제3한강교 (9표) 勝 ○
- 채수현: 아씨 (4표) 敗 ●

10차전
- 오유진: 모란 (8표) 勝 ○
- 배아현: 모란동백 (5표) 敗 ●→○

11차전
- 풍금: 종로3가 (4표) 敗 ●
- 천가연: 왜 돌아보요 (9표) 勝 ○

12차전
- 화연: 유리구두 (2표) 敗 ●→○
- 양서윤: 무명배우 (11표) 勝 ○

13차전
- 한여름: 약속 (3표) 敗 ●
- 김나율: 옥수수밭 옆에 당신을 묻고 (10표) 勝 ○

14차전
- 최향: 비 내리는 고모령 (2표) 敗 ●
- 곽지은: 정주교 내가 우네 (11표) 勝 ○

15차전
- 수빙수: 마산항엔 비가 내린다 (8표) 勝 ○
- 고아인: 개나리 처녀 (5표) 敗 ●

○ 합격 및 생존 20명, ● 탈락 10명

### 4라운드

#### 1라운드: 팀 메들리
복드림걸즈
- 팀장: 복지은, 팀원: 미스김 · 빈예서 · 이하린
- 선곡: 장윤정 트위스트, 니, 청춘을 돌려다오, 황진이, 청춘열차
- 마스터 점수: 1221점, 관객 점수: 180점, 총 점수: 1401점 (중간순위 4위)

뽕미닛
- 팀장: 윤서령, 팀원: 곽지은 · 나영 · 화연
- 선곡: 10Minutes, 분내음, 하니하니, 진정인가요, 빗속의 여인, 잘못된 만남
- 마스터 점수: 1246점, 관객 점수: 167점, 총 점수: 1413점 (중간순위 3위)

유진스
- 팀장: 오유진, 팀원: 김나율 · 염유리 · 유수현
- 선곡: Over the Rainbow, 공주님, 불장난, 새벽차, 18세 순이, 쓰리랑, 쾌지나 칭칭 나네
- 마스터 점수: 1255점, 관객 점수: 182점, 총 점수: 1437점 (중간순위 2위)

트로나민 C
- 팀장: 양서윤, 팀원: 방서희 · 수빙수 · 천가연
- 선곡: 옆집누나, 기장갈매기, 당신의 이름, 디디디
- 마스터 점수: 1194점, 관객 점수: 139점, 총 점수: 1333점 (중간순위 5위)

뽕커벨
- 팀장: 정서주, 팀원: 김소연 · 배아현 · 정슬
- 선곡: 꽃처녀 사르르, 목포의 눈물, 남이가, 후
- 마스터 점수: 1294점, 관객 점수: 179점, 총 점수: 1473점 (중간순위 1위)

#### 2라운드: 여왕전
오유진(유진스)
- 선곡: 천년을 빌려준다면
- 마스터 점수: 1248점, 관객 점수: 146점, 총 점수: 1394점

복지은(복드림걸즈)
- 선곡: 무인도
- 마스터 점수: 1249점, 관객 점수: 149점, 총 점수: 1398점

장서주(뽕커벨)
- 선곡: 겨울장미
- 마스터 점수: 1274점, 관객 점수: 160점, 총 점수: 1434점

윤서령(뽕미닛)
- 선곡: 효심가
- 마스터 점수: 1228점, 관객 점수: 153점, 총 점수: 1381점

양서윤(트로나민 C)
- 선곡: 인연
- 마스터 점수: 1206점, 관객 점수: 111점, 총 점수: 1317점

#### 점수 합계
복드림걸즈
- 1라운드 점수: 1401점, 2라운드 점수: 1398점, 최종 점수: 2799점 (최종 순위 3위)

뽕미닛
- 1라운드 점수: 1413점, 2라운드 점수: 1381점, 최종 점수: 2794점 (최종 순위 4위)

유진스
- 1라운드 점수: 1437점, 2라운드 점수: 1394점, 최종 점수: 2831점 (최종 순위 2위)

트로나민 C
- 1라운드 점수: 1333점, 2라운드 점수: 1317점, 최종 점수: 2650점 (최종 순위 5위)

뽕커벨
- 1라운드 점수: 1473점, 2라운드 점수: 1434점, 최종 점수: 2907점 (최종 순위 1위)

#### 팀 개별 결과
- 복드림걸즈 - 복지은 · 미스김 · 빈예서 ○ 이하린 ●
- 뽕미닛 - 곽지은 · 윤서령 · 나영 ○ 화연 ●
- 유진스 - 김나율 · 염유리 · 오유진 ○ 유수현 ●
- 트로나민 -  천가연 ○ 방서희 · 수빙수 · 양서윤 ●
- 뽕커벨 - 정서주 · 배아현 · 김소연 · 정슬 ○(전원 합격)

○ 합격 및 생존 14명, ● 탈락 6명

### 5라운드

#### 1라운드: 삼각 대전
1차전
- 선곡: 미운 사내
- 빈예서 (마스터 점수: 1036점) 勝
- 윤서령 (마스터 점수: 1020점) 敗

2차전
- 선곡: 아이라예
- 미스김 (마스터 점수: 1045점) 勝
- 염유리 (마스터 점수: 1005점) 敗

3차전
- 선곡: 들꽃
- 정서주 (마스터 점수: 1053점) 勝
- 오유진 (마스터 점수: 1048점) 敗

4차전
- 선곡: 그 남자
- 나영 (마스터 점수: 1055점) 勝
- 김소연 (마스터 점수: 1053점) 敗

5차전
- 선곡: 애가 타
- 배아현 (마스터 점수: 1056점) 勝
- 복지은 (마스터 점수: 1021점) 敗

6차전
- 선곡: 그 강을 건너지 마오
- 천가연 (마스터 점수: 1018점) 敗
- 김나율 (마스터 점수: 1019점) 勝

7차전
- 선곡: 바다에 누워
- 정슬 (마스터 점수: 1020점) 勝
- 곽지은 (마스터 점수: 1012점) 敗

#### 2라운드: 1:1 라이벌 매치
1차전
- 천가연: 날 버린 남자 (마스터 1010점 → 관객 172점, 총점 1182점) 敗
- 김나율: 돌고 돌아가는 길 (마스터 1032점 → 관객 246점, 총점 1248점) 勝

2차전
- 나영: 님은 먼 곳에 (마스터 1077점 → 관객 252점, 총점 1329점) 勝
- 김소연: 사랑바람 (마스터 1056점 → 관객 237점, 총점 1293점) 敗

3차전
- 미스김: 그물 (마스터 1063점 → 관객 270점, 총점 1333점) 勝
- 염유리: 정말 좋았네 (마스터 1055점 → 관객 237점, 총점 1293점) 敗

4차전
- 빈예서: 어머님 사랑합시다 (마스터 1041점 → 관객 255점, 총점 1296점) 敗
- 윤서령: 물레방아 (마스터 1046점 → 관객 273점, 총점 1319점) 勝

5차전
- 정서주: 물레방아 도는데 (마스터 1079점 → 관객 250점, 총점 1329점) 勝
- 오유진: 물음표 (마스터 1069점 → 관객 250점, 총점 1319점) 敗

6차전
- 배아현: 잃어버린 30년 (마스터 1080점 → 관객 236점, 총점 1320점) 勝
- 복지은: 울산아리랑 (마스터 1016점 → 관객 241점, 총점 1257점) 敗

7차전
- 정슬: 서울의 밤 (마스터 1032점 → 관객 261점, 총점 1293점) 敗
- 곽지은: 영일만 친구 (마스터 1046점 → 관객 292점, 총점 1338점) 勝

#### 개별 결과
합격자
- 1위 나영 - 1라운드 점수: 1055점, 2라운드 점수: 1329점,  최종 점수: 2384점
- 2위 배아현 - 1라운드 점수: 1056점, 2라운드 점수: 1326점, 최종 점수: 2382점
- 2위 정서주 - 1라운드 점수: 1053점, 2라운드 점수: 1329점, 최종 점수: 2382점
- 4위 미스김 - 1라운드 점수: 1045점, 2라운드 점수: 1319점, 최종 점수: 2378점
- 5위 오유진 - 1라운드 점수: 1048점, 2라운드 점수: 1319점, 최종 점수: 2367점
- 6위 곽지은 - 1라운드 점수: 1012점, 2라운드 점수: 1338점, 최종 점수: 2350점
- 7위 김소연 - 1라운드 점수: 1053점, 2라운드 점수: 1293점, 최종 점수: 2346점
- 8위 윤서령 - 1라운드 점수: 1020점, 2라운드 점수: 1319점, 최종 점수: 2339점
- 9위 빈예서 - 1라운드 점수: 1036점, 2라운드 점수: 1296점, 최종 점수: 2332점
- 10위 정슬 - 1라운드 점수: 1020점, 2라운드 점수: 1293점, 최종 점수: 2313점

탈락자
- 11위 염유리 - 1라운드 점수: 1005점, 2라운드 점수: 1302점, 최종 점수: 2307점
- 12위 김나율 - 1라운드 점수: 1019점, 2라운드 점수: 1278점, 최종 점수: 2297점
- 13위 복지은 - 1라운드 점수: 1021점, 2라운드 점수: 1257점, 최종 점수: 2278점
- 14위 천가연 - 1라운드 점수: 1018점, 2라운드 점수: 1182점, 최종 점수: 2200점

○ 합격 및 생존 10명, ● 탈락 4명

### 준결승전

#### 작곡가 신곡 미션
첫번째 주자
- 정슬: 사랑학 개론 (마스터 점수 1344점 → 관객 마스터 77점, 최종 점수 1421점)

두번째 주자
- 김소연: OK (마스터 점수 1357점 → 관객 마스터 85점, 최종 점수 1442점)

세번째 주자
- 미스김: 홍실 (마스터 점수 1373점 → 관객 마스터 77점, 최종 점수 1450점)

네번째 주자
- 배아현: 100일 (마스터 점수 1367점 → 관객 마스터 87점, 최종 점수 1454점)

다섯번째 주자
- 나영: 99881234 (마스터 점수 1370점 → 관객 마스터 91점, 최종 점수 1461점)

여섯번째 주자
- 정서주: 바람 바람아 (마스터 점수 1387점 → 관객 마스터 86점, 최종 점수 1473점)

일곱번째 주자
- 빈예서: 맘마미아 (마스터 점수 1299점 → 관객 마스터 82점, 최종 점수 1381점)

여덟번째 주자
- 오유진: 예쁘잖아 (마스터 점수 1367점 → 관객 마스터 76점, 최종 점수 1443점)

아홉번째 주자
- 윤서령: 아라리요 (마스터 점수 1298점 → 관객 마스터 58점, 최종 점수 1356점)

열번째 주자
- 곽지은: 아잉 (마스터 점수 1324점 → 관객 마스터 50점, 최종 점수 1374점)

#### 최종 개별 순위
결승 진출자
- 1위 정서주, 2위 나영, 3위 배아현, 4위 미스김, 5위 오유진, 6위 김소연, 7위 정슬

탈락자
- 8위 빈예서, 9위 곽지은, 10위 윤서령

○ 합격 및 생존 7명, ● 탈락 3명

### 결승전

#### 결승전 미션
첫번째 주자
- 정슬: 도라지 꽃 (최고 89점, 최저 89점 = 마스터 총점 1453점, 6위)

두번째 주자
- 김소연: 일편단심 (최고 90점, 최저 90점 = 마스터 총점 1445점, 7위)

세번째 주자
- 오유진: 할무니 (최고 100점, 최저 92점 = 마스터 총점 1470점, 5위)

네번째 주자
- 미스김: 고장난 벽시계 (최고 100점, 최저 96점 = 마스터 총점 1482점, 3위)

다섯번째 주자
- 배아현: 평양 아줌마 (최고 100점, 최저 96점 = 마스터 총점 1476점, 2위)

여섯번째 주자
- 나영: 살아야 할 이유 (최고 100점, 최저 93점 = 마스터 총점 1445점, 4위)

일곱번째 주자
- 정서주: 우리 어머니 (최고 100점, 최저 94점 = 마스터 총점 1453점, 1위)

#### 개별 결과
眞 정서주
- 최종 점수 2823.18점 (대국민 응원 투표 점수 477.58점(2위), 응원 점수 300점(1위), 실시간 투표 점수 560.60점(득표수 197,025표 ; 3위))

善 배아현
- 최종 점수 2801.29점 (대국민 응원 투표 점수 500점(1위), 응원 점수 118.29점(2위), 실시간 투표 점수 700점(득표수 246,016표 ; 1위))

美 오유진
- 최종 점수 2710.97점 (대국민 응원 투표 점수 465.01점(4위), 응원 점수 104.41점(4위), 실시간 투표 점수 671.55점(득표수 236,016표 ; 2위))

4위 미스김
- 최종 점수 2451.47점 (대국민 응원 투표 점수 380.17점(5위), 응원 점수 68.29점(5위), 실시간 투표 점수 521.01점(득표수 183,110표 ; 4위))

5위 나영
- 최종 점수 2305.35점 (대국민 응원 투표 점수 331.74점(6위), 응원 점수 110.13점(3위), 실시간 투표 점수 387.48점(득표수 136,181표 ; 5위))

6위 김소연
- 최종 점수 2143.14점 (대국민 응원 투표 점수 465.1점(3위), 응원 점수 43.27점(6위), 실시간 투표 점수 189.77점(득표수 66,695표 ; 6위))

7위 정슬
- 최종 점수 1787.61점 (대국민 응원 투표 점수 219.28(7위), 응원 점수 26.83점(7위), 실시간 투표 점수 88.5점(득표수 31,105표 ; 7위))

## 여담
- 다른 오디션 프로그램 참가자들이 많이 지원할 것으로 예상된다. 다만 거의 동시기에 참가자를 섭외한[8] MBN의 현역가왕이 있어서, 일부 현역 트로트 가수들은 현역가왕으로 분산되었다. 또한, 미스트롯2 당시에도 동시기에 여러 트로트 경연 프로그램[9]의 지원 및 방영 시기가 비슷하여 참가자들이 분산되기도 했었다.
  - 미스터트롯2 - 새로운 전설의 시작과 마찬가지로 내일은 미스트롯, 내일은 미스트롯2 참가자와 타 방송사 트로트 오디션[10] 출신들이 대거 지원할 것으로 예상되었다.[11] 그러나 실제로 공개된 참가자 프로필을 보면 미스트롯 시리즈 출신의 재도전자는 최대한 배제한 것으로 보인다.[12][13] 반면 타 방송사 트로트 오디션 출신 참가자들은 많은 편인데, 명단을 정리하면 아래와 같다.
    - 기존 TV조선 오디션
      - 내일은 미스트롯: 박민주, 채윤, 한여름
      - 내일은 미스트롯2, 내일은 국민가수: 없음
      - 쇼퀸: 빈예서, 강하영[14]

    - 타방송사 오디션
      - 보이스트롯: 방서희, 신수지
      - 트롯신이 떴다2 - 라스트 찬스: 배아현, 지나유, 풍금, 한여름
      - 트로트의 민족[15]: 김소연A, 라라 베니또, 박민주, 오승하
      - 트롯 전국체전: 곽지은, 권민정, 김소연B, 오유진, 유수현, 윤서령, 이시현, 최향
      - 헬로트로트: 권민정, 천가연, 유수현, 이시현, 풍금
- 전작인 미스터트롯2 - 새로운 전설의 시작과 마찬가지로 '내일은'이라는 수식어가 빠지고, 대신 타일에 '세상을 꺾고 뒤집어라'라는 부제가 붙었다.
- 3라운드 데스매치부터 결승전까지 방청객을 받았다.[16]
- 동명이인이 있다. 김소연이라는 이름의 참가자가 2명 있으며, 공교롭게도 서로 만나서 같이 노래한 적이 있다. 챔피언부 김소연은 김소연A, 상경부 김소연은 김소연B로 구별한다. 김소연B가 탈락한 이후로는 김소연A 표기가 그냥 김소연으로 바뀌었다. 또한 수빙수는 본명이 여신부 미스코리아 조수빈과 같다.
- 시그널송은 알고보니 혼수상태가 작사·작곡하고 장윤정이 부른 <원픽이야>다. 지금까지 TV조선 오디션에서 기존 노래를 시그널송으로 쓰던 것과는 달리, 미스트롯3 시그널송으로 쓰기 위해 새로 작곡해 발표한 노래이다.
- 우승 상금은 3억 원이다. 내일은 국민가수와 같으며, 전작 미스터트롯2 - 새로운 전설의 시작보다는 줄었다.
- 탈락자 일부가 미스터 로또 '로또를 꺾고 뒤집어라' 특집에 게스트로 출연했다.
  - 미스터 로또
    - 1탄(2024.01.29): 이수연, 노소연(상경부), 양송희, 조수빈
    - 2탄(2024.02.09): 신수지, 채수현, 한수정, 진혜언
    - 3탄(2024.02.23): 이하린, 양서윤, 수빙수, 방서희
    - 미스백 특집(2024.03.08.): 화연, 고아인, 한여름
    - 로또를 꺾고 뒤집어라 4탄(2024.03.15.): 천가연, 복지은, 김나율
    - TOP10 특집(2024.04.05.): 곽지은, 윤서령[17]
    - 앗 나의 미스테이크 특집(2024.04.19.): 풍금, 염유리, 최향, 송자영
    - 꾸러기 수비대 특집(2024.05.03.): 방서희, 이수연[18]
    - 소문난 칠공주와 일곱왕자님 특집 (2024.05.17.): 미스트롯3 Top7 전원 출연.

  - 화요일은 밤이 좋아
    - 독기자랑 특집(2024.03.12.): 풍금, 채윤, 최향
- 미스터트롯2 때처럼 팀 단위 참가자가 없고 모두 개인으로 참가했다. 예를 들어 미니마니는 유수현, 한송이, 최린 모두 개인 단위로 참가 신청했고, 그 중 유수현만 미스트롯3 참가자 72인 명단에 들었다.
- 5라운드 삼각대전 때는 심사위원들의 개별 점수를 모두 공개했다. 현역가왕 결승전 파이널에서 일부 심사위원이 익명성의 뒤에 숨어 최저점 40~50점이라는 상식 밖의 점수를 주는 모습과 비교되어 호평을 받았다.
- 참가자들의 선곡을 보면 기존 TV조선 트로트 오디션 출신 가수들이 낸 신곡, 그동안 오디션에서 잘 나오지 않았던 노래들 등 새롭고 신선한 선곡들이 많은 편이다. 특히 화요일은 밤이 좋아에 고정 출연 중인 미스트롯2 출신 가수들의 노래는 1명당 1곡 이상씩 모두 선곡되었다.
  - 송가인: <엄마아리랑>(1R 노규리), <거문고야>(1R 구민서), <서울의 달>(3R 송자영), <무명배우>(3R 양서윤), <어머님 사랑합니다>(5R 빈예서), <물음표>(5R 오유진)
  - 정다경: <하늬바람>(3R 윤서령)
  - 두리: <여우야>(1R 타니 아사코)
  - 김양: <우지마라>(1R 유수정)
  - 요요미: <이 오빠 뭐야>(1R 슬기)
  - 영탁: <이불>(1R 라라 베니또)
  - 이찬원: <시절인연>(1R 진혜언)
  - 김호중: <할무니>(결승 오유진)
  - 장민호: <풍악을 울려라!>(2R 챔피언부), <내 이름 아시죠>(3R 복지은)[19]
  - 양지은: <흥아리랑>(1R 김나율), <그 강을 건너지 마오>(5R 김나율, 천가연, 최수호), <물레방아>(5R 윤서령)
  - 홍지윤: <사랑의 여왕>(1R 염유리), <시집갑니다>(1R 김민선), <분내음>(1R 이예은(미방영), 4R 뽕미닛 팀), <새벽차>(4R 유진스 팀)
  - 김다현: <꽃처녀>(4R 뽕커벨 팀), <효심가>(4R 윤서령)
  - 김태연: <오세요>(2R 대학부)
  - 김의영: <도찐개찐>(1R 고아인)
  - 은가은: <티키타카>(1R 양송희)
  - 허찬미: <해운대 밤바다>(1R 천건예)
  - 전영랑: <약손>(3R 진혜언)
  - 소유미: <평생직장>(2R 직장부)
  - 안성훈: <엄마꽃>(3R 방서희)[20], <공주님>(4R 유진스 팀)
  - 나상도: <콕콕콕>(1R 유수현)
  - 최수호: <조선의 남자>(3R 유수현)
  - 추혁진: <느낌 아니까>(1R 길건)
  - 황민호: <울아버지>(1R 이수연)

- 우승자 정서주는 만 15세로 TV조선 트로트 오디션 최연소 우승자 기록을 경신했다. 기존 기록은 내일은 미스터트롯의 임영웅. (경연 당시 만 28세) 또한 미스트롯 시리즈 중 비국악인 출신이 우승한 첫번째 대회로 기록되었다.

- 타 방송 트롯오디션 출신들이 출연하기 시작한 미스터트롯 2에 이어 이번 미스트롯 3도 타방송 트롯오디션 출신이 아닌 가수가 우승을 차지하였다.

- TOP7 전원이 10~20대로 구성되어 있다.